# Estació Central de Nàpols
L'Estació Central de Nàpols (en italià: Stazione di Napoli Centrale) és la principal estació de ferrocarril de Nàpols i de tot el sud d'Itàlia.